# 18e escadrille (Belgique)
La 18e escadrille (néerlandais : 18de Smaldeel et anglais : 18th Squadron), est une escadrille d'hélicoptères NH90 MTH du 1er Wing de la composante air des forces armées belges.
Elle est basée à Beauvechain, dans la province du Brabant wallon.

## Historique
La 18e escadrille est créée le 3 juillet 1956.
Le 9 septembre 2010, le Wing Heli déménage de la base aérienne de Bierset à celle de Beauvechain pour être intégré au 1er Wing qui est transformé.
En 2013, l'escadrille change d'orientation avec l'arrivée des NH90 MTH. Tous les A109BA passent à la 17e escadrille.